# Окадзаки, Тэруюки
Тэруюки Окадзаки (岡崎 照幸; 22 июня 1931, Фукуока, Япония — 21 апреля 2020) — обладатель 10-го дана шотокан карате, ученик основателя современного карате и главный инструктор Международной федерации шотокан карате (International Shotokan Karate Federation, ISKF).

## Биография
После обучения айкидо, дзюдо и кэндо начал в 1947 году изучать карате, став членом Японской ассоциации карате (JKA), где учился под руководством Гитина Фунакоси и Масатоси Накаяма.
В 1953 году окончил университет Taкусёку в Токио по специальности «политическая экономика». В 1955 году помог М. Накаяме в создании и развитии первых курсов инструкторов JKA. Позже, как один из лучших инструкторов Хомбу додзё JKA, стал первым преподавателем этих инструкторских курсов (Kэнсусэй). У него проходили обучение в тот период большинство из будущих грандов шотокан карате: К. Эноэда, Т. Асаи, Х. Сираи, Х. Канадзава, Т. Миками и многие другие. Позже преподавал шотокан карате в университетах Токио. Также вёл занятия в Хомбу додзё JKA в качестве старшего инструктора.
В 1961 году М. Накаяма направил сихана Окадзаки в Соединённые Штаты, чтобы он способствовал распространению шотокан карате по всему миру и познакомил как можно большее число людей в других странах с этой системой японского Будо. Окадзаки основал зал в Филадельфии (теперь это Хомбу додзё Международной федерации шотокан карате). В 1977 году он открыл Международную федерацию шотокан карате (ISKF) — одну из самых крупных организаций карате в мире, насчитывающую в своих рядах более 50000 членов в 56 странах.
Получил 10 дан в октябре 2007 года.
Преподаватель университета Temple в Филадельфии с 1970 года, также преподавал в Пенсильванском университете, университетах Drexel, West Chester и Томаса Джефферсона.

## Деятельность
Проводил семинары, учебные сессии, экзамены в США и за их пределами. Автор двух книг: «Учебник современного карате» (Textbook of Modern Karate) и «Совершенствование характера: руководящие принципы для воинских искусств и повседневной жизни» (Perfection of Character: Guiding Principles For The Martial Arts & Everyday Life).
Был назван журналом Black Belt Magazine человеком года и включён в его «Зал славы».